# Droga wojewódzka nr 469
Droga wojewódzka nr 469 (DW469) – droga wojewódzka przebiegająca w całości na terenie województwa łódzkiego, przez powiaty: poddębicki i zgierski.
W sumie droga ta liczy ok. 35 km.

## Miejscowości leżące przy trasie DW469
- Uniejów (DK 72, DW 473)
- Bronówek
- Kłódno
- Wartkowice
- Stary Gostków (DW 703)
- Powodów I
- Opole
- Solca Wielka
- Wróblew (DK 91)